# Iuventas

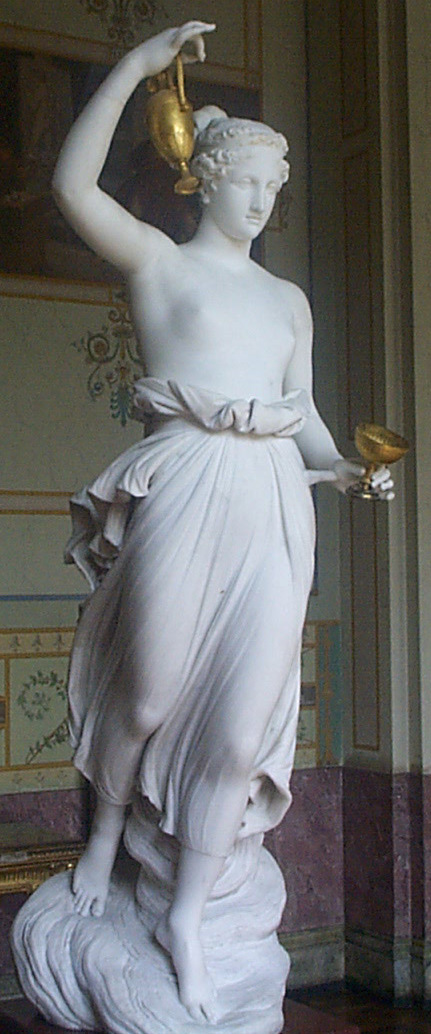
Statue von Antonio Canova

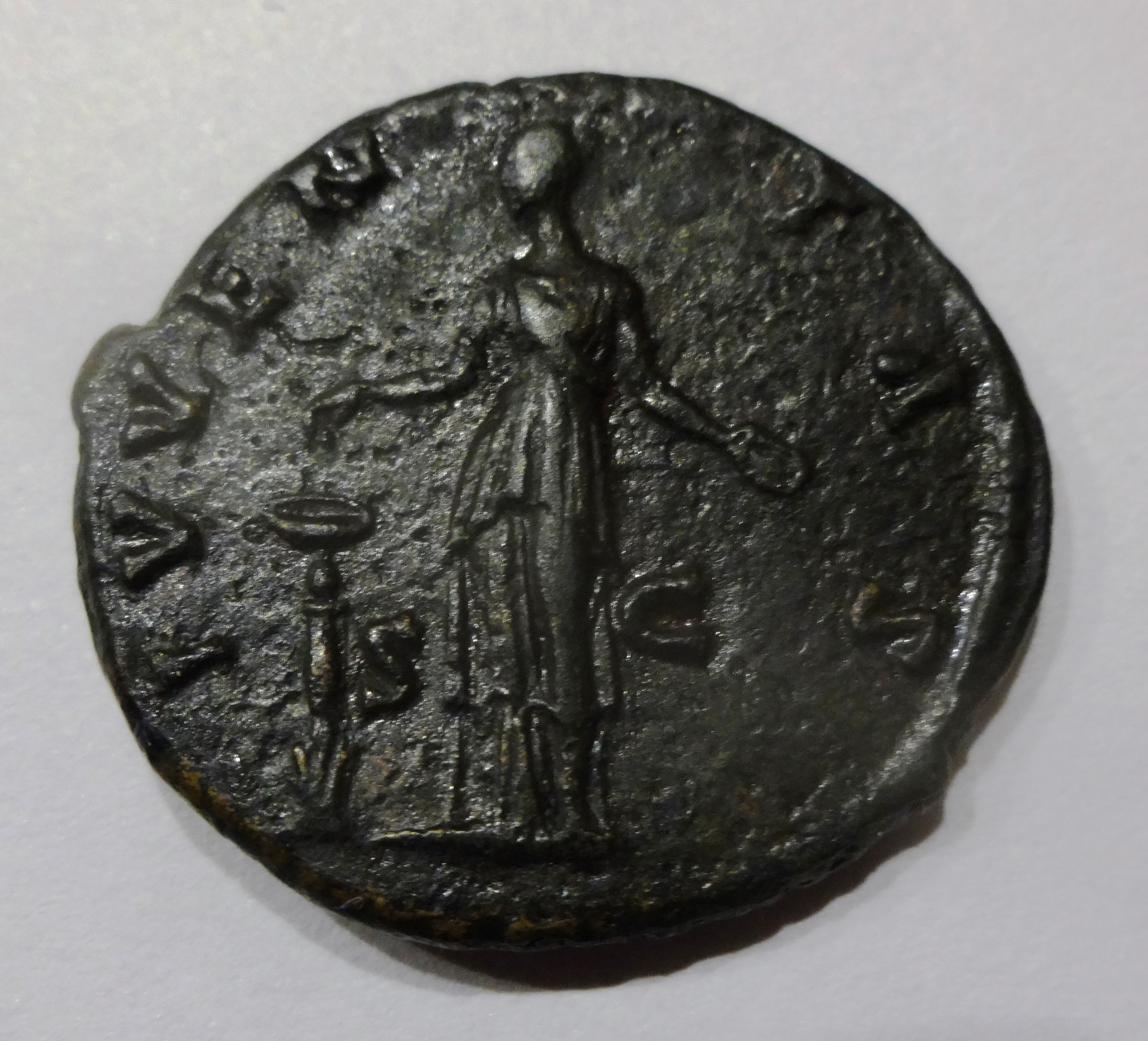
Iuventas auf As des Marcus Aurelius’, Rückseite

Iuventas (auch Iuventus „Jugend“, spät und selten Iuventa; oder Juventus) ist bei den Römern die Göttin der männlichen Jugend.
Sobald der Jüngling das Knabengewand mit der männlichen Toga vertauscht hatte, begab er sich zu ihrem Heiligtum auf dem  Kapitol und opferte ihr feierlich ein Geldstück.
Ein weiterer Tempel befand sich beim Circus Maximus.
Iuventas wurde mit der griechischen Göttin Hebe gleichgesetzt.
Dargestellt findet sie sich als Jungfrau mit einer Opferschale, Weihrauch auf einen Dreifuß streuend.